# Кбилари
Кбилари (груз. ქბილარი) — село в Грузии, на территории Чиатурского муниципалитета края (мхаре) Имеретия.

## География
Село находится на западе центральной части Грузии, к востоку от реки Думалы, на расстоянии приблизительно 13 километров (по прямой) к юго-юго-западу от города Чиатура, административного центра муниципалитета. Абсолютная высота — 808 метров над уровнем моря.

## Население
По результатам официальной переписи населения 2014 года, в Кбилари проживал 51 человек (22 мужчины и 29 женщин). В национальной структуре населения грузины составляли 100 %.
| Год  | Население, человек |
| ---- | ------------------ |
| 2002 | 77                 |
| 2014 | ↘ 51               |